# Loužek (Cheb)
Loužek (németül: Au) Cheb településrésze Csehországban a Karlovy Vary-i kerület Chebi járásában. A városközponttól 6,5 km-re északkeletre fekszik. A 2001-es népszámlálási adatok szerint 14 lakóháza és 34 lakosa van.